# Jay Ferguson
Jay Ferguson, geboren als John Arden Ferguson, (Burbank, 10 mei 1947) is een Amerikaanse zanger/muzikant.

## Jeugd
Ferguson groeide op in Los Angeles. Op 12-jarige leeftijd stimuleerden zijn ouders zijn muzikale vaardigheden met klassieke pianolessen. Op 16-jarige leeftijd verplaatste Fergusons interesse zich naar de banjo. Samen met zijn broer Tom, een ervaren fiddlespeler, formeerde hij de bluegrass-band The Oat Hill Stump Straddlers met Michael en Steve Fondiler. Ferguson was ook lid van de plaatselijke garagebands Western Union en The Red Roosters. Hij had ook parttimejobs als plaatsaanwijzer in een theater en als assistent-architect bij zijn vader. Hij doceerde piano in een muziekzaak en studeerde bij UCLA na de highschool.

## Carrière

### De band Spirit
Midden jaren 1960 werd de band Spirit opgericht. Veel muzikanten uit die tijd zagen The Beatles en hun muziek als een beïnvloeding en Ferguson was daarop geen uitzondering. Ferguson herenigde zich met zijn vriend Randy California en diens stiefvader Ed Cassidy om de jazz-georiënteerde rockband Spirits Rebellious op te richten na een Khalil Gibran-uitvoering. Met de algemene overeenstemming dat de bijnaam te lang was, verkortten ze later de naam naar Spirit. Ferguson was het laatste lid dat zich bij de band vervoegde en werd leadzanger en percussionist.
Ferguson deelde het zingen en het schrijven van songs met California, maar schreef wel de meeste songs voor hun eerste album. Spirit begon met spelen in meerdere nachtclubs en concerten in de omgeving van Los Angeles, in het bijzonder de clubs langs de Sunset Strip, zo ook de Whisky a Go Go. Tijdens een van deze shows zag de Franse filmproducent Jacques Demy Spirit optreden en besloot hen op te nemen in zijn volgende film. Dit leidde tot een gastrol voor de band en een kort spraakgedeelte, waarin Ferguson een karakter speelde, gebaseerd op hemzelf in de film Model Shop. Spirit leverde ook het merendeel van de instrumentale soundtrack. De band ging ook op tournee en nam verscheidene albums op.

### De band Jo Jo Gunne
Ferguson en Mark Andes besloten in 1971 om Spirit te verlaten om hun eigen band Jo Jo Gunne te formeren. Ferguson was de enige songwriter van de band en de enige leadzanger. Jo Jo Gunne was de eerste band die tekende bij Asylum Records. De band scoorde een matige hit met Run, Run, Run voor hun debuutalbum (1972). Met de eerste opname en sommige al voltooide tournees, besloot Andes om de band te verlaten en zich te vervoegen bij de band, die zich later Firefall zou noemen. Broer Matt bleef achter bij Jo Jo Gunne. De Texaanse bassist Jimmie Randall werd zijn vervanger.
Jo Jo Gunne toerde drie jaar lang door de Verenigde Staten en Europa en nam de drie albums Bite Down Hard (1973), Jumpin' The Gunne (1974) en Where's The Show (1975) op. Matt Andes verliet de band na het derde album en werd tijdelijk vervangen door leadgitarist Star Donaldson en later door John Staehely. Na een vierjarig bestaan werd de band midden jaren 1970 ontbonden. In 2005 werd de band opnieuw geformeerd en bracht het album Big Chain uit met nieuw materiaal en nieuwe versies van meerdere oude Jo Jo Gunne-songs.

### Solo-carrière
Ferguson nam anderhalf jaar vrij om uit te rusten, totdat de platenproducent Bill Szymczyk Ferguson vroeg om te komen naar de Coconut Grove opnamestudio in Miami. Hij werkte in 1975 mee op piano en met zang bij Joe Walsh' liveopnamen van You Can't Argue with a Sick Mind, voordat Walsh zich naderhand voegde bij The Eagles. Ferguson nam drie studioalbums en een gelimiteerd livealbum op voor Asylum Records. Terwijl Martin Pichinson zijn manager was, scoorde hij een top 10-hit met de titelsong van zijn tweede soloalbum Thunder Island (1978, #9). Een andere bescheiden hit was Shakedown Cruise van zijn laatste Asylum-album Real Life Ain't This Way. Nadat zijn platencontract bij Asylum Records was afgelopen, ging Ferguson naar Capitol Records, waar hij twee verdere soloalbums opnam.

### Als soundtrack componist
In 1982 na zijn zesde en laatste soloalbum White Noise, besloot Ferguson om soundtrack-componist te worden voor film en televisie. Tot nu toe heeft hij muziek geschreven voor meer dan 15 getoonde films en vele tv-shows. Zijn meest herkenbare compositie als tv- en film-componist is het thema van de NBC-tv versie van The Office, waarmee hij de Film & TV Music Award for Best Score for a Comedy Television Program won in 2007. Ferguson begon onlangs cd's te produceren voor andere artiesten. Hij is de componist van Pictures of You van de soundtrack van The Terminator en de hele soundtrack van A Nightmare on Elm Street 5: The Dream Child en Bad Dreams, evenals de aflevering Forever Ambergris van Tales From The Crypt. Hij is ook de huidige soundtrack-componist voor NCIS: Los Angeles en verving de feitelijke componist James S. Levine halverwege seizoen 1 met zijn muzikaal debuut in de aflevering Chinatown.

## Discografie

### Singles
- 1976: Medicated Goo
- 1977: Thunder Island
- 1978: Losing Control
- 1979: Shakedown Cruise
- 1979: Paying Time
- 1980: Terms and Conditions
- 1982: Tonite (Fallin' for Ya)

### Albums
- 1976: All Alone in the End Zone (Asylum Records)
- 1977: Jay Ferguson Live (Asylum Records) (alleen promotionele uitgifte)
- 1978: Thunder Island (Asylum Records)
- 1979: Real Life Ain't This Way (Asylum Records)
- 1980: Terms and Conditions (Capitol Records)
- 1982: White Noise (Capitol Records)
- 1989: A Nightmare on Elm Street 5: The Dream Child (soundtrack) (Varèse Sarabande)

- Biblioteca Nacional de España: XX1266759
- Bibliothèque nationale de France: cb13982957q (data)
- Gemeinsame Normdatei: 134371909
- International Standard Name Identifier: 0000 0001 1203 7036
- Library of Congress Control Number: n92100186
- MusicBrainz: f57c02dd-2772-4be4-a824-71aa1974df5f
- Système universitaire de documentation: 191157767
- Virtual International Authority File: 44493653
- WorldCat: E39PBJcRbhkMXrgQDfkpVBtHYP